# Hainholz (Hannover)
Hainholz ([haɪ̯nhɔlt͡s] ) ist der 13. Stadtteil der niedersächsischen Landeshauptstadt Hannover und liegt im Stadtbezirk Hannover-Nord.

## Lage
Hainholz liegt im Nordwesten von Hannover. Der Stadtteil Hainholz liegt nördlich der Bahnstrecke Hannover–Minden, im Westen wird er begrenzt durch den Burgweg und den Vinnhorster Weg, im Norden durch die Schulenburger Landstraße und den Erlenweg, im Osten durch den Rübenkamp und die nördliche Fenskestraße. Hainholz ist durch viel Industrie geprägt. Des Weiteren befinden sich hier viele Möbel- und Baumärkte.

## Geschichte
Grabungsfunde weisen auf eine frühe Besiedelung der Gegend von Hainholz hin. Der Name Heynholtz wird dabei als Hinweis gedeutet, dass hier in vorchristlicher Zeit eine heilige Stätte zur Verehrung heidnischer Götter existierte. Im Zuge der Christianisierung entstand an dieser Stelle eine Kapelle mit einem steinernen Marienbild, welches 1394 in einer Urkunde von Otto II. von Braunschweig-Lüneburg erstmals erwähnt wurde. Während das Marienbild verloren ging, sind Reste des aus der gleichen Zeit stammenden Kirchenchors erhalten geblieben. Die erste urkundliche Erwähnung des Dorfes Heynholtz datiert aus dem Jahr 1425.
Während der Zeit des Dreißigjährigen Krieges ließ David Meyer, seinerzeit Pastor an der Marktkirche in Hannover, eine Gedenktafel für 21 bei Hainholz gefallene Bürger anfertigen. Die Tafel findet sich heute im Bödekersaal der Marktkirche.

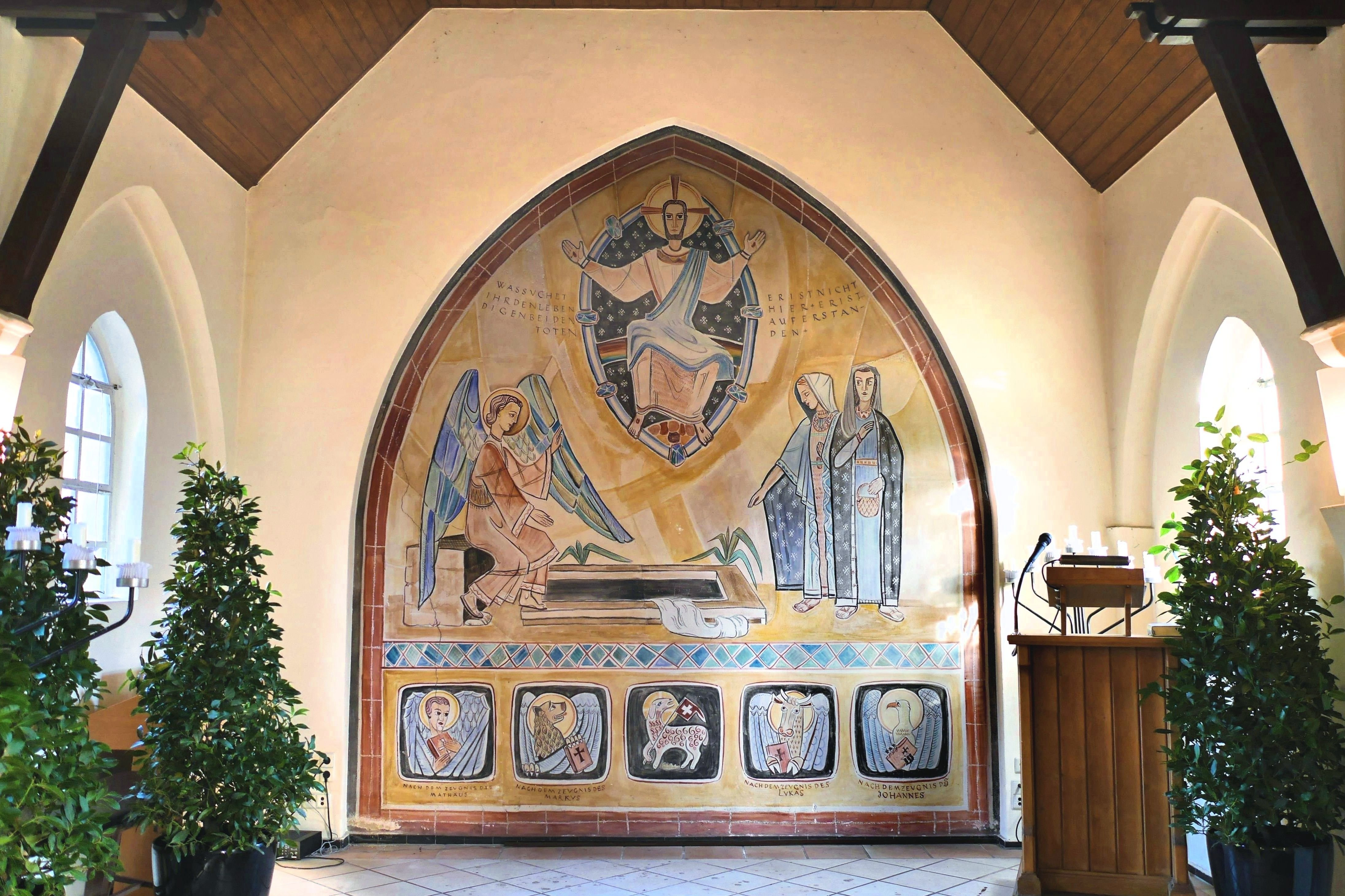
Friedhofskapelle in Hannover-Hainholz

1891 wurde Hainholz nach Hannover eingemeindet. Zwischen 1933 und 1940 befand sich im Stadtteil der Sender Hannover-Hainholz, von dem noch ein Sendemast steht.

## Freizeit und Infrastruktur

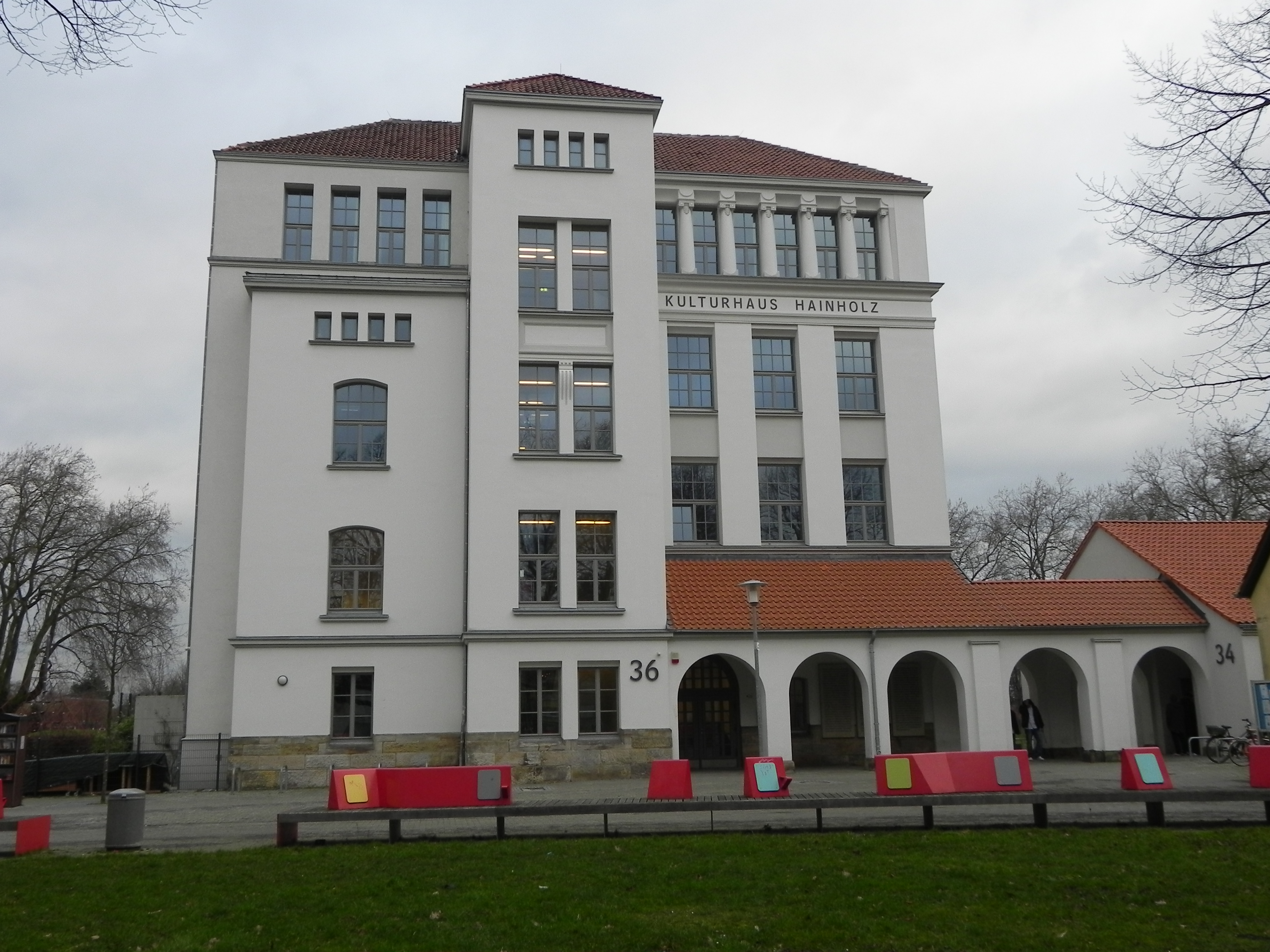
Kulturhaus Hainholz

1864 wurde die heutige VSM Vereinigte Schmirgel- und Maschinen-Fabriken in Hainholz gegründet. Der bedeutendste Industriebetrieb des Stadtteils stellt Schleifmittel her. 1871 bis 1929 bestand die Hannoversche Glashütte. Im Norden des Stadtteils wurde zwischen 1959 und 1963 die Justizvollzugsanstalt Hannover errichtet. Die größte niedersächsische Justizvollzugsanstalt hat rund 1000 Haftplätze. Im Stadtteilpark befindet sich das Naturbad Hainholz. In der Nähe liegt die Grundschule Fichteschule. Ein bekannter Verein ist der zweifache deutsche Rugbymeister VfV Hannover-Hainholz. Der Künstler Siegfried Neuenhausen hat seit 1983 in der früheren Hainhölzer Kornfabrik sein Atelier. Mit der Hainholzstele schuf er einen sichtbaren künstlerischen Akzent im Stadtteil. Hainholz wird von der Stadtbahnlinie 6 und der Buslinie 121 erschlossen.
| Linie | Verlauf | Takt                                       |
| ----- | --- | ------------------------------------------ |
| 6     | Nordhafen – Hainhölzer Markt – Bahnhof Nordstadt – An der Strangriede – Christuskirche – Steintor – Kröpcke – Aegidientorplatz – Marienstraße – Braunschweiger Platz – Kinderkrankenhaus auf der Bult – Brabeckstraße – Kronsberg – Messe/Ost (EXPO-Plaza) | 10 min (werktags) 15 min (sonn-/feiertags) |

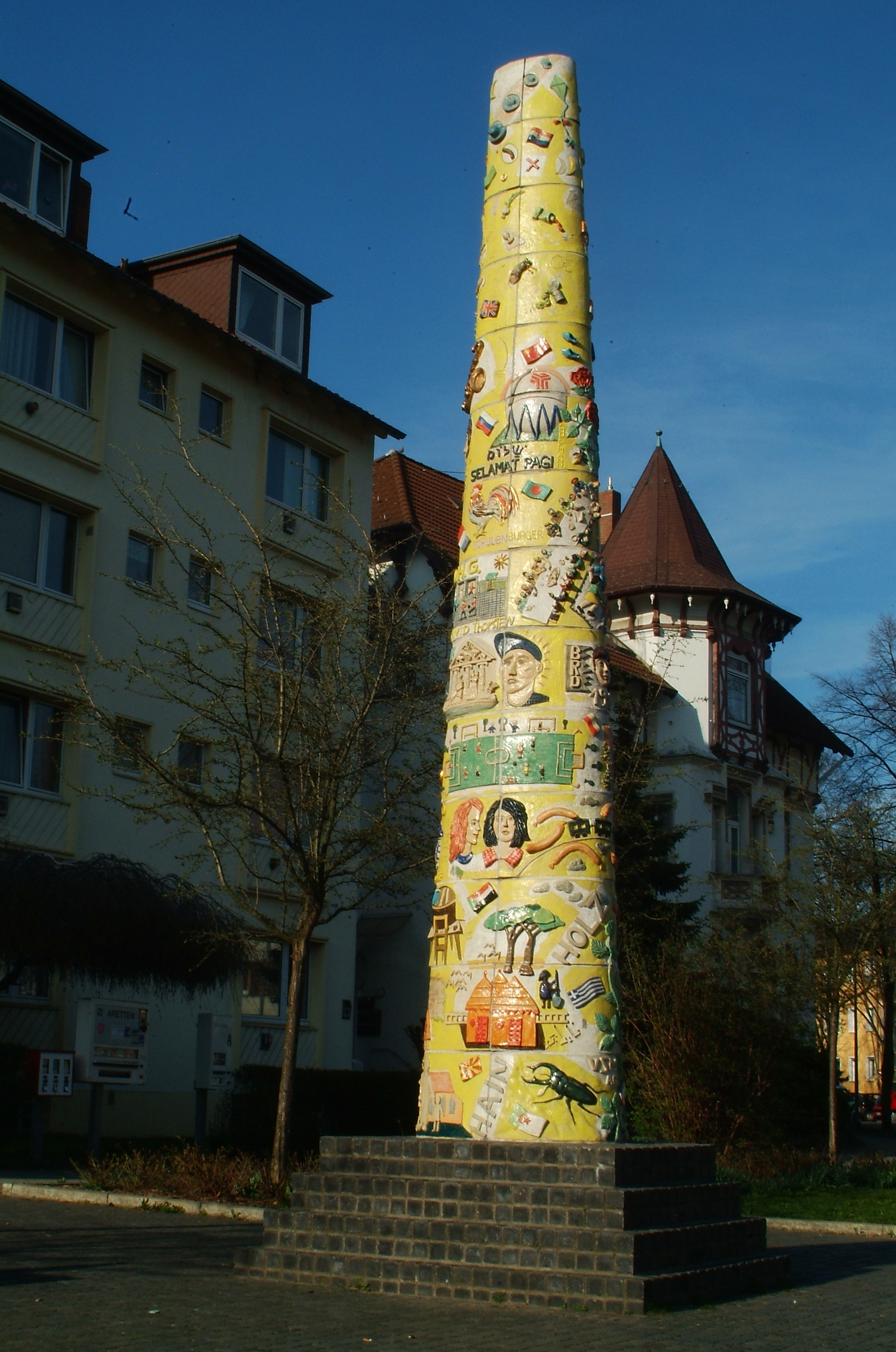
Hainholz-Stele an der Fenskestraße vom Künstler Siegfried Neuenhausen

Am Hainhölzer Markt befindet sich mit dem Kulturhaus Hainholz ein Stadtteilzentrum, das sowohl der Nahversorgung als auch als Treffpunkt dient.

## Bevölkerung
In Hainholz lebten Ende 2022 7.796 Menschen (3.567 Frauen und 4.229 Männer), die überwiegend über unteres bis mittleres Einkommen verfügten. Die Arbeitslosenquote lag Ende 2020 bei 12,8 %. Allerdings kann man Hainholz nicht als sozialen Brennpunkt bezeichnen.
In Hainholz haben 62,2 % einen Migrationshintergrund. 9,1 % sprechen zu Hause Türkisch, 6,9 % Arabisch, 3 % Polnisch, 2 % Russisch und 2,3 % Englisch.
Nach einer Repräsentativerhebung der Stadt Hannover aus dem Jahr 2008 ist die Hainhölzer Bevölkerung im hannoverschen Vergleich mit ihrem Stadtteil am unzufriedensten.